# Collège universitaire Artesis Plantijn d'Anvers
AP ou en entier Collège universitaire Artesis Plantijn d'Anvers (en néerlandais : Artesis Plantijn Hogeschool Antwerpen), fondée en 1995, est un établissement public d'enseignement supérieur à but non lucratif situé dans le cadre urbain de la ville d'Anvers (population de 250 000 à 499 999 habitants) et née de la fusion entre le Collège Artesis d'Anvers et le Collège universitaire Plantijn.
Au cours de l'année universitaire 2013-2014, le collège universitaire commence avec 22 programmes de baccalauréat, 6 cours d'art et plus de 8 500 étudiants. Le 12 décembre 2012, le Collège Artesis Plantijn d'Anvers est annoncé comme le nouveau nom de la fusion anversoise. Le collège est également membre de l'AUHA, l'Association de l'Université et des Collèges d'Anvers.

## Histoire

### Collège universitaire d'Anvers
Le Collège universitaire Artesis d'Anvers (51°13′18″N 4°24′25″E / 51.22167°N 4.40694°E
) est un collège majeur en Flandre, Belgique, avec des campus à Anvers, Malines, Lierre et Turnhout. En 2013, certains départements, notamment les sciences du design et l'ingénierie, fusionnent avec l'université d'Anvers et d'autres, avec le Collège universitaire Plantijn pour former le Collège universitaire Artesis Plantijn d'Anvers. Il comprend de nombreux départements, allant de la linguistique et du génie industriel à la formation des enseignants et à l'informatique appliquée.

#### Anciennes facultés
- Architecture - depuis 2013 intégré à l'université d'Anvers
- Audiovisuel et Arts plastiques
- Soins de santé
- Gestion d'entreprise
- Sciences et technologies industrielles
- Musique et arts de la scène
- Instruction et enseignement pédagogiques
- Développement de produits
- Travail social et engagement
- Linguistique appliquée

### Collège universitaire Plantijn
Le Collège universitaire Plantijn (51°13′11″N 4°24′43″E / 51.219607°N 4.411890°E
) est un collège universitaire en Belgique, situé à Anvers. Le collège fait partie de l'Association universitaire d'Anvers (en) (AUHA). En 2013, ce collège est fusionné avec le Collège universitaire Artesis.

## Académisation et fusion en 2013
Le 5 juillet 2012, le Parlement flamand approuve une réforme de l'enseignement supérieur. La déclaration de Bologne de 1999 propose une réforme de l'éducation européenne et introduit les diplômes de licence et de master. À partir de l'année académique 2013-2014, les programmes d'enseignement supérieur flamands sont intégrés dans les universités (académisation). Les collèges de la ville et de la province d'Anvers sont fusionnés.

## Facultés
Le Collège universitaire Artesis Plantijn d'Anvers se compose de quatre départements et de deux écoles d'arts :
- Département de la santé et du bien-être
- Département de gestion et de communication
- Département de l'éducation et de la formation
- Département des sciences et de la technologie
- Conservatoire royal d'Anvers
- Académie royale des beaux-arts d'Anvers

## Campus
Le collège universitaire se compose de sept campus, tous situés à Anvers. Le siège social du collège universitaire est situé dans la Lange Nieuwstraat. Depuis septembre 2015, les campus Boom, Mechelen, Paardenmarkt, Merksem et 't Zuid sont réunis au campus Spoor Noord. Cela inclut les deux campus Noorderplaats et Ellermanstraat. D'une superficie de 30 000 m2, il y a de la place pour 3 500 étudiants.
- Campus Noorderplaats (Département de la santé et du bien-être et ministère de l'éducation et de la formation)
- Campus Ellermanstraat (Département des sciences et de la technologie)
- Campus Kronenburg (Département des sciences et de la technologie)
- Campus Lange Nieuwstraat (Département de la santé et du bien-être)
- Campus Meistraat (Départements Gestion et Communication)
- Campus Mutsaard (Académie royale des Beaux-Arts d'Anvers)
- Campus deSingel (Conservatoire royal d'Anvers)